# Hoplophorus euphractus
Hoplophorus euphractus — вымерший вид млекопитающих семейства глиптодонтов, родственный нынешним броненосцам. Единственный вид монотипического рода. Окаменелости этого вида найдены в плейстоценовых отложений в Минас-Жерайс, в Бразилии.